# 王廷臣 (辽东总兵)
王廷臣（？—1642年），明末遼東總兵。
崇禎十四年（1641年）春，洪承疇率曹變蛟、白廣恩、吳三桂、王廷臣赴寧遠，三月間，大兵雲集寧遠。清兵克松山，崇禎十五年（1642年）二月十八日城陷，洪承疇、祖大樂兵敗被俘至瀋陽，王廷臣、曹变蛟以及副總兵江翥、姚勳、朱文德等，加上有守城官校及兵卒萬餘人，全部就地處死。